# بادبنتهايم
بادبنتهايم (بالألمانية: Bad Bentheim) هي بلدة ألمانية و الحمامات الطبية تقع في ألمانيا في سكسونيا السفلى. يقدر عدد سكانها بـ 15,654 نسمة .

## المدن التوأمة
مدن أسن و فولكنشتاين هي مدن توأمة لـبادبنتهايم.